# Arosa
Arosa (, toponimo tedesco e italiano) è un comune svizzero di 3 162 abitanti del Canton Grigioni, nella regione Plessur.

## Storia

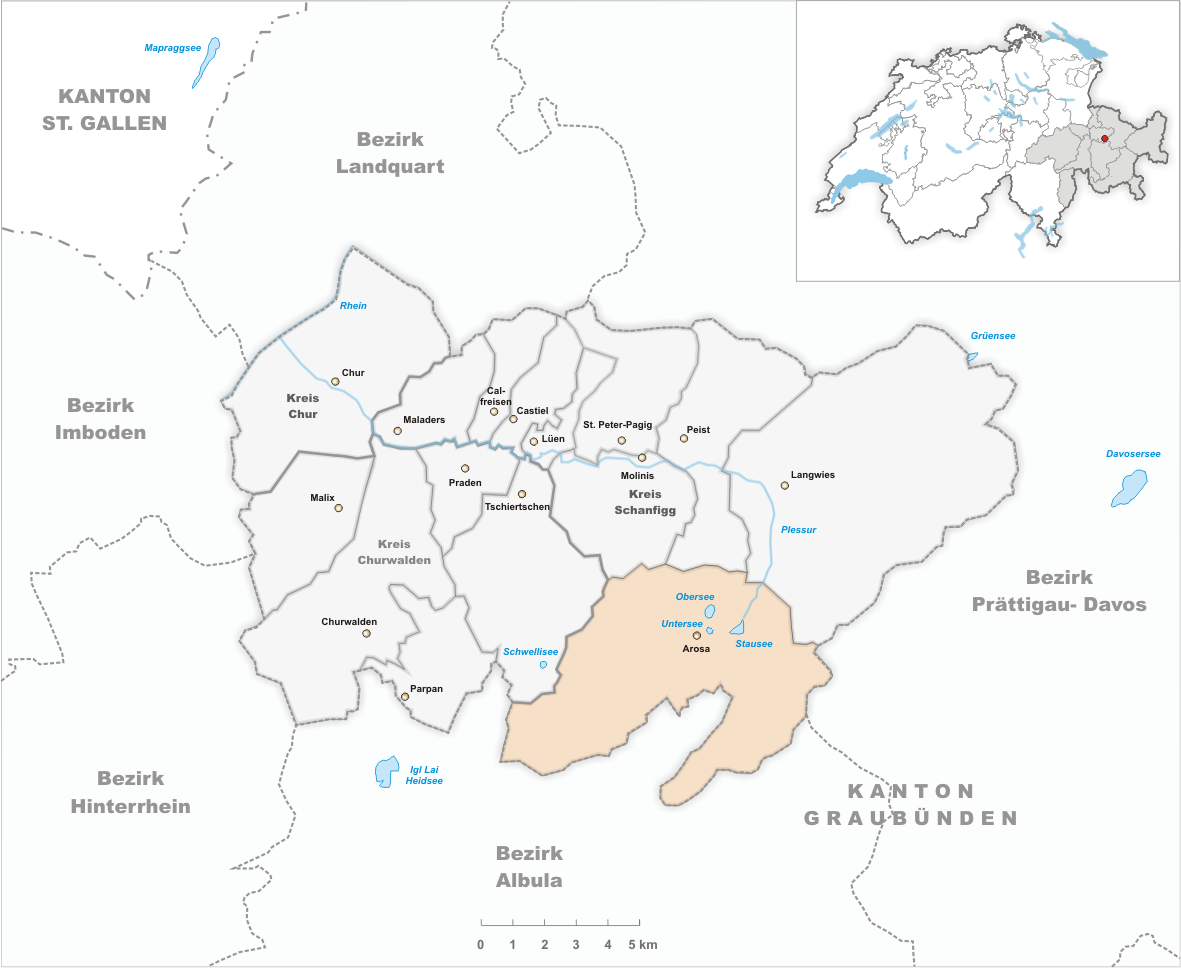
Il territorio del comune di Arosa prima degli accorpamenti comunali del 2013

Il comune di Arosa, istituito nel 1851, il 1º gennaio 2013 ha inglobato i comuni soppressi di Calfreisen, Castiel, Langwies, Lüen, Molinis, Peist e Sankt Peter-Pagig.

## Monumenti e luoghi d'interesse
- Chiesa dei Santi Barbara e Iodoco in località Innerarosa, eretta nel 1492[3];
- Chiesa riformata in località Dorf-Obersee, eretta nel 1907-1909[3];
- Chiesa cattolica di Santa Maria Assunta, eretta nel 1935-1936[3].

## Società

### Evoluzione demografica
L'evoluzione demografica è riportata nella seguente tabella:
Abitanti censiti

## Geografia antropica

### Quartieri
I quartieri di Arosa sono:
- Dorf-Obersee
- Innerarosa
- Maran-Prätschli
- Untersee

### Frazioni

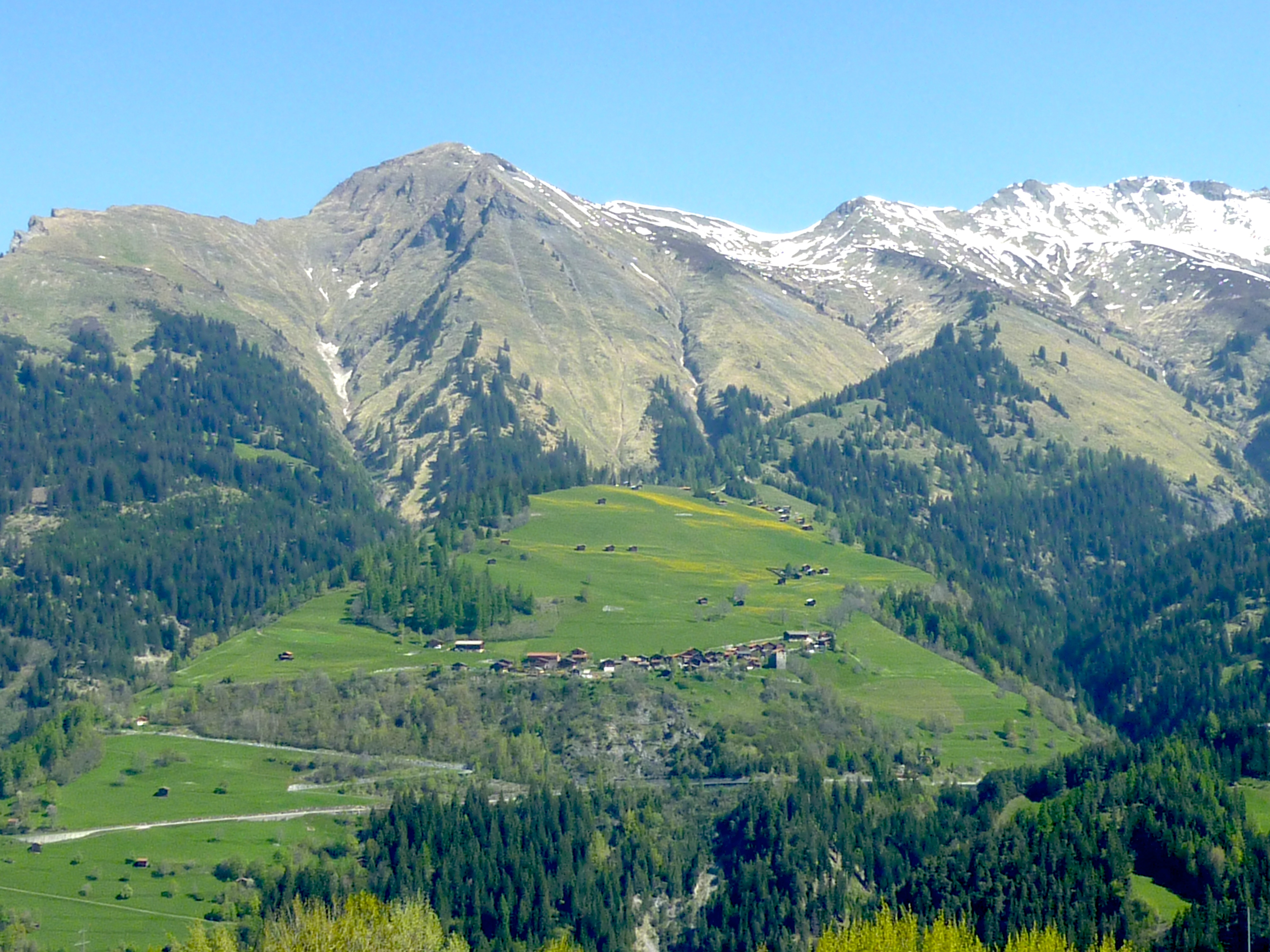
Calfreisen

Le frazioni di Arosa sono:
- Calfreisen[6]
- Castiel[7]
  - Oberdorf
  - Unterdorf
- Langwies[8]
  - Fondei[9]
  - Litzirüti
  - Platz
  - Sapün[10]
- Lüen[11]
- Molinis[12]
- Pagig[13]
- Peist[14]
- Sankt Peter[15]

## Infrastrutture e trasporti

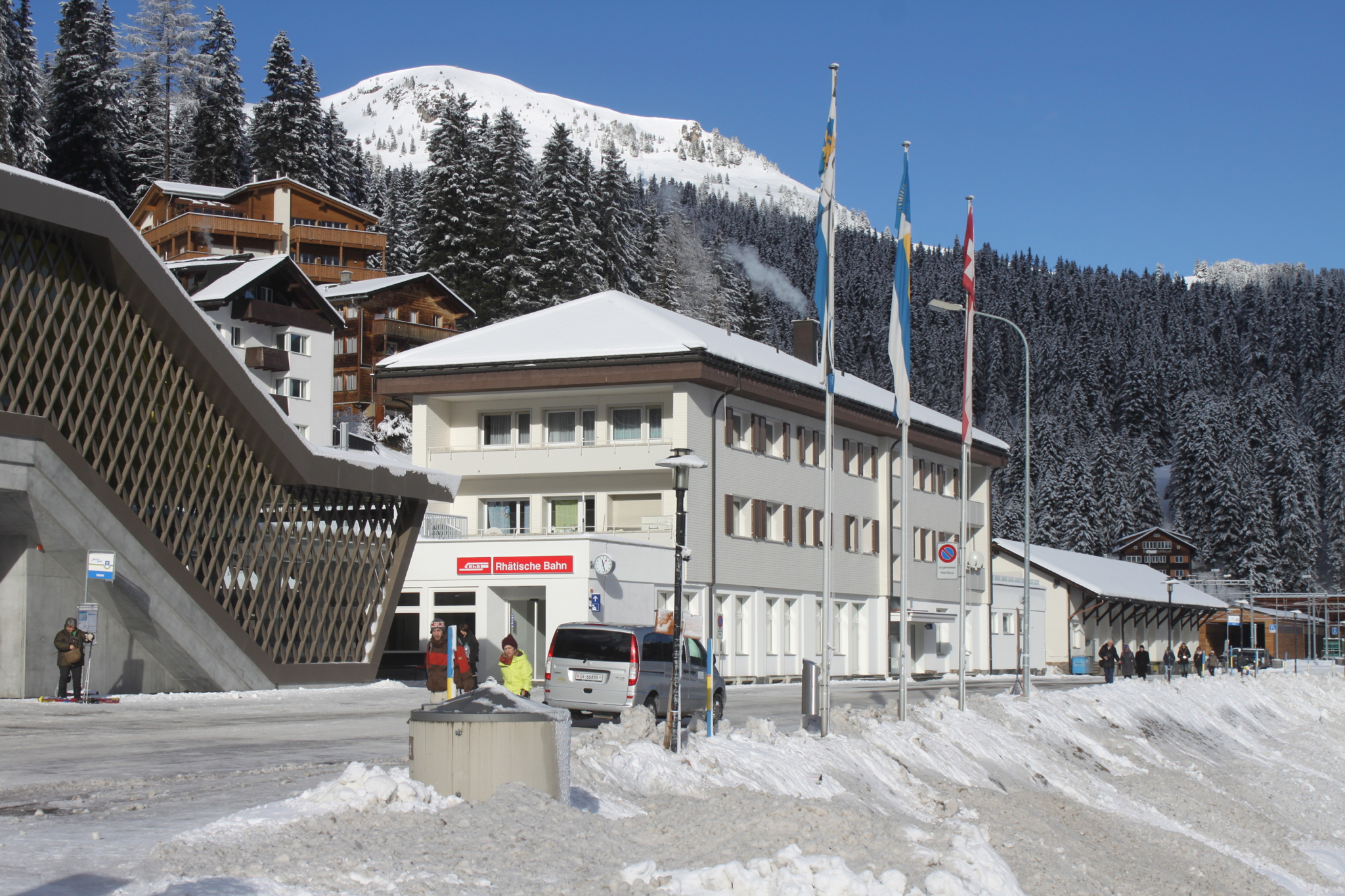
La stazione di Arosa

Arosa è servita dalla stazione ferroviaria omonima della Ferrovia Retica, sulla linea Coira-Arosa, e da quelle delle sue frazioni.

## Amministrazione
Arosa, per la sua attenzione a favorire il turismo sostenibile e la mobilità dolce, fa parte della cooperazione Perle delle Alpi.

## Sport

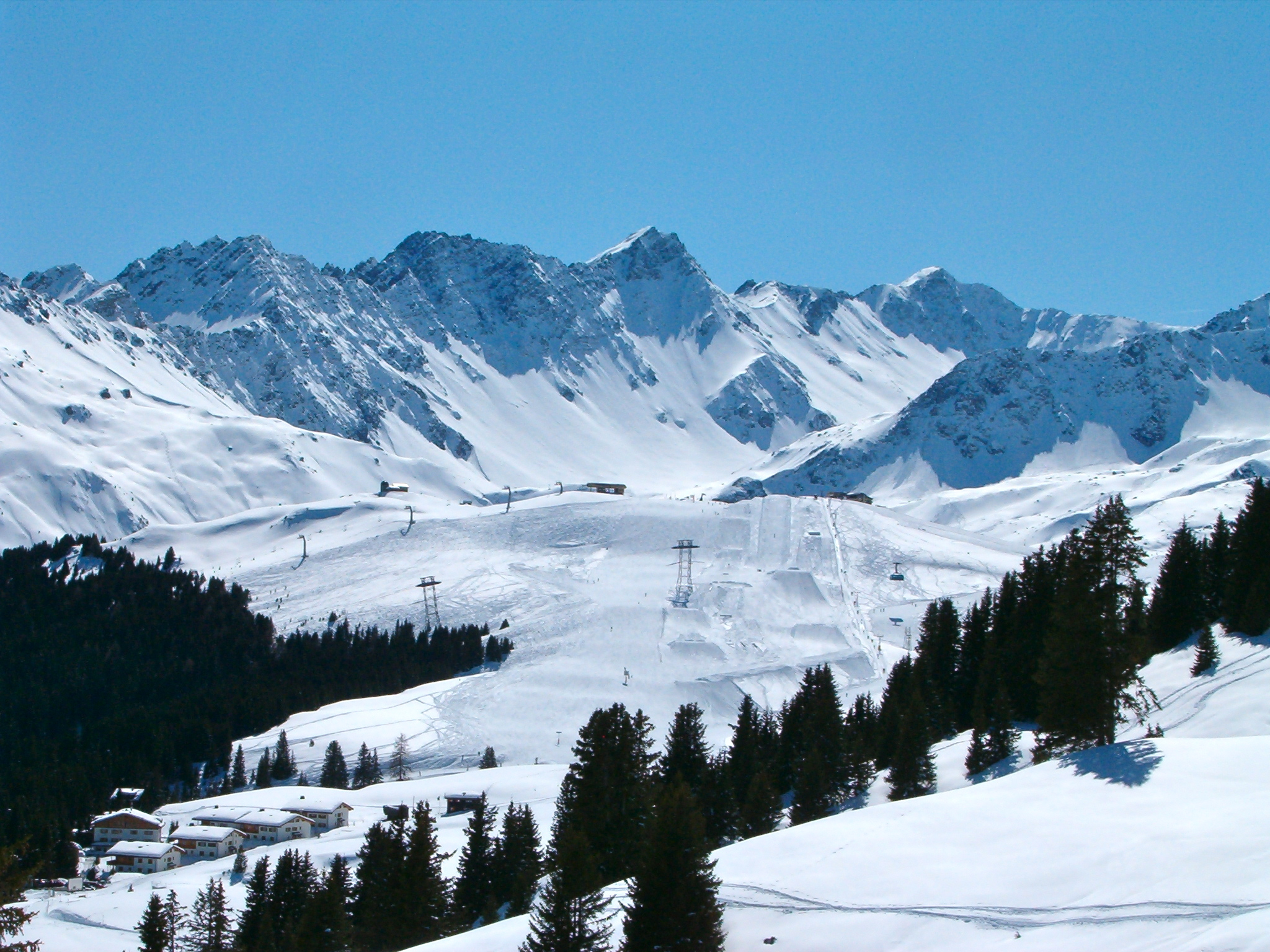
Impianti e piste sciistiche sull'Aroser Rothorn

Rilevante stazione sciistica, Arosa ha ospitato numerose competizioni sciistiche internazionali, tra le quali varie tappe della Coppa del Mondo e della Coppa Europa di sci alpino, i Campionati mondiali di snowboard 2007 e alcune tappe della Coppa del Mondo di snowboard e della Coppa del Mondo di freestyle. È stata inoltre teatro di numerose tappe del Tour de Suisse di ciclismo. La squadra di hockey su ghiaccio locale è l'Eishockeyclub Arosa.